# ممة دل
ممة دل هي قرية في مقاطعة مياندوآب، إيران. عدد سكان هذه القرية هو 3,273 في سنة 2006.